# نوری (فیلم)
نوری (به انگلیسی: Noorie) فیلمی محصول سال ۱۹۹۵ و به کارگردانی منموهان کریشنا است. در این فیلم بازیگرانی همچون فاروغ شیخ، پونام دیلون، مادان پوری و افتخار ایفای نقش کرده‌اند.